# Hokkaïdo (chien)
Pour les articles homonymes, voir Hokkaïdo (homonymie).
L'hokkaïdo (aussi appelé Aïnou, Ainu-ken ou Hokkaïdo-ken) est un chien originaire du Japon. Son histoire est intimement liée à celle du peuple aïnou.
Ce chien fut par ailleurs déclaré « Monument naturel » en 1937.

## Historique
La légende fait de cette race la descendante de chiens japonais de taille moyenne accompagnant des émigrants de Honshu à Hokkaido pendant l’Époque de Kamakura (XIIe siècle-XIVe siècle). Cette race est déclarée « Monument naturel » en 1937 et prend le nom de la région dont elle est originaire : Hokkaido. Elle est connue sous le nom de « Ainu-ken », du nom du peuple aïnou qui employait ces chiens pour la chasse à l’ours. 

## Standard

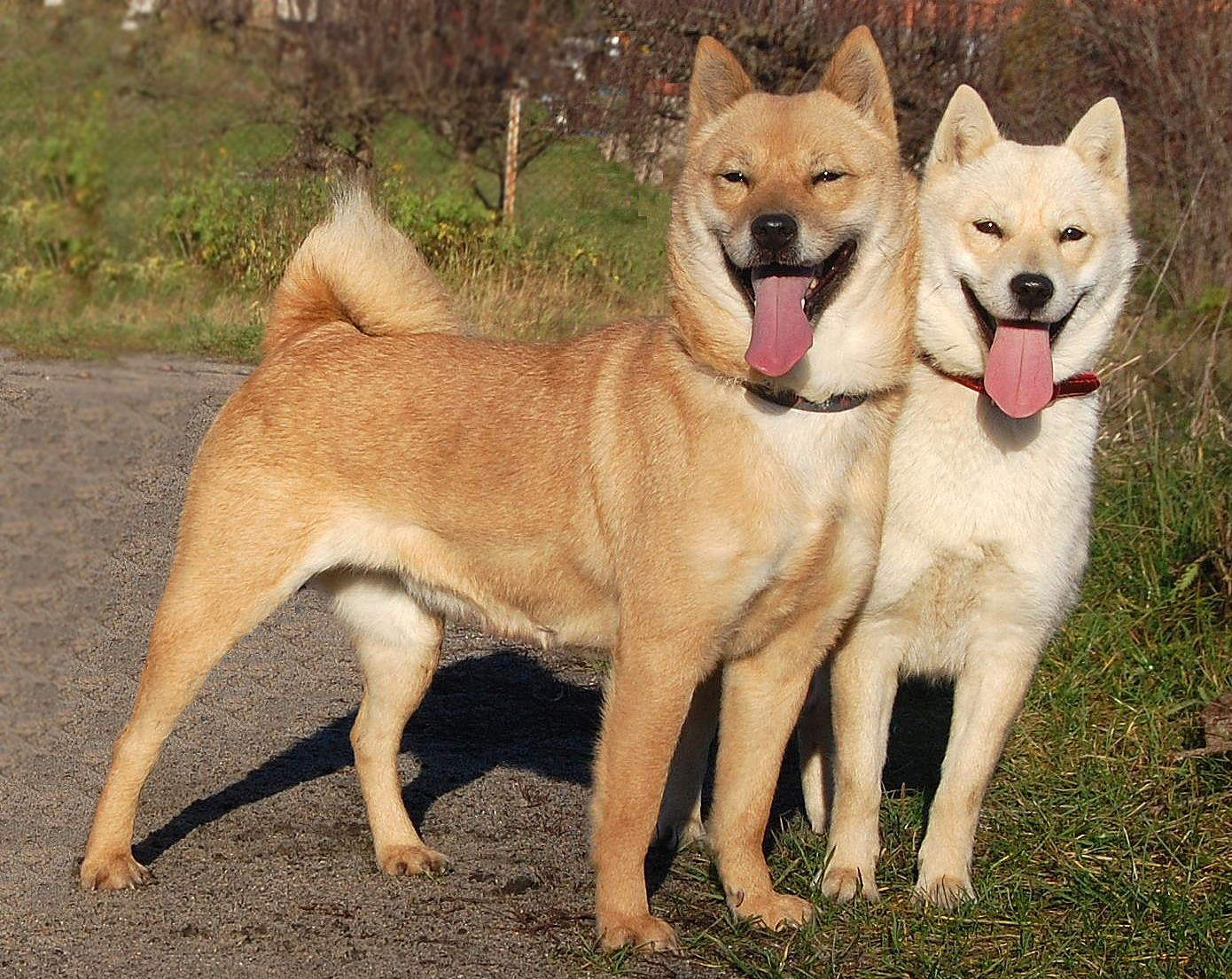
Deux hokkaidos de couleurs de robe différentes.

Le hokkaïdo est un chien de taille moyenne, bien proportionné et de constitution robuste. L'ossature est solide et les muscles sont toniques. Les caractères sexuels secondaires sont très prononcés. Les yeux sont assez petits, de forme presque triangulaire, bien écartés et de couleur brun foncé. Les petites oreilles sont également de forme triangulaire, légèrement inclinées vers l’avant et dressées. La queue est attachée haut, épaisse, portée sur le dos enroulée ou recourbée en forme de faucille.
Le poil de couverture est rude et droit avec un sous-poil doux et dense. Les couleurs acceptées par le standard sont le sésame (fauve-roux charbonné), bringé, rouge, noir, noir et feu, blanc.

## Caractère et utilité
L'hokkaïdo est décrit comme faisant preuve de dignité et de naturel. Il est fidèle, docile, attentif et hardi. Sa morphologie lui permet d'endurer le froid et de supporter de fortes chutes de neige. Son endurance est soulignée.